# Mafia story
Mafia Story est une série de bande dessinée historique faisant suite à Ce qui est à nous, des mêmes auteurs. Elle a pour but de retracer la véritable histoire du crime organisé new-yorkais.

## Albums
1. La Folie du Hollandais 1/2 (17 janvier 2007)[1]
2. La Folie du Hollandais 2/2 (17 janvier 2007)
3. Murder inc. 1/2 (janvier 2008)
4. Murder inc. 2/2 (décembre 2008)
5. Lepke (octobre 2009)
6. La Chute de Lucky Luciano (mai 2010)
7. Don Vito 1/2 (août 2011)
8. Don Vito 2/2 (février 2014)

## Thème
Cette série qui retrace l'histoire de la mafia américaine peut être considérée comme la suite de la série Ce qui est à nous, des mêmes auteurs.

## Éditeur
- Delcourt (collection « Sang Froid ») : tomes 1 à 8 (première édition des tomes 1 à 8)